# Euselates argodi
Euselates argodi är en skalbaggsart som beskrevs av Thierry Bourgoin 1916. Euselates argodi ingår i släktet Euselates och familjen Cetoniidae. Inga underarter finns listade i Catalogue of Life.